# École d'administration
Ne doit pas être confondu avec École nationale d'administration (France).
Pour les articles homonymes, voir École nationale d'administration, ENA et Ena.
L'École d'administration est une école créée par le gouvernement provisoire de 1848 et ayant vocation à recruter et former les élites administratives de la nation. Éphémère ancêtre de l'École nationale d'administration (ENA) puis de l'Institut national du service public (INSP), adossée au Collège de France, elle est fermée dès août 1849.

## Histoire

### Contexte
Depuis 1800, plusieurs projets d'une école destinée à la formation des hauts fonctionnaires français ont été proposés. En 1800, Antoine Destutt de Tracy avait proposé une École spéciale pour les sciences morales et politiques. Charles Duveyrier propose, en 1843, une École centrale des fonctions civiles. 

### Création
Hippolyte Carnot, nommé ministre de l'Instruction publique, crée rapidement par le décret du 8 mars 1848 une « École d'administration », qui se veut le pendant administratif de l'École polytechnique ; le décret précise qu'elle est « établie sur des bases analogues à celles du statut de l'École polytechnique ». L'objectif est alors de « démocratiser le recrutement de l'administration ». Jean Reynaud participe au projet.
L'école ouvre le 8 juillet 1848. L'examen d'entrée autorise 152 élèves à intégrer l'école. La deuxième année de scolarité commence le 1er juin 1849 avec une seconde promotion.

### Suppression et postérité
Cette éphémère ancêtre de l'ENA, subit le contrecoup politique de la démission de Carnot. Un vote de défiance à l'Assemblée nationale le contraint de quitter le gouvernement. L'école est dissoute le 9 août 1849 par l'assemblée législative, notamment sous l'impulsion d'Alfred de Falloux,.
En 1876, Carnot, désormais sénateur, décide de reprendre le projet initial pour lui donner un second souffle. Émile Boutmy, qui avait entre-temps créé l'École libre des sciences politiques (Sciences Po), s'oppose au projet en envoyant une note au Sénat, arguant que « Ce ne sera jamais sans quelque inconvénient qu'il [l’État] couvrira de son nom un enseignement qui touche à la politique ». Grâce à ses relations, Boutmy contacte Jules Simon, président du Conseil et ancien membre du jury de sélection du concours de l’École d'administration de 1848, qui est favorable au projet de Carnot. Toutefois, le gouvernement Jules Simon chute avant que le projet n'aboutisse.
En 1882, pour le dixième anniversaire de l'École libre des sciences politiques, Émile Boutmy rend hommage à l'École d'administration en écrivant : « Elle n'avait vécu que deux fois trois mois, il y a trente-deux ans, et cela a suffi pour que tout ce qui reste des jeunes hommes qu'elle a réunis un instant, de ces hommes devenus éminents et distingués, trouvent plaisir à se réunir dans un banquet annuel et à s'entretenir du passé ; tous sont fidèles au rendez-vous ». Elle ajoute que cette école « possède le puissant prestige des choses qui ne sont plus ; elle a pu se transfigurer et devenir légendaire ». En 1892, il affirme devant le conseil d'administration de Sciences Po : « L’École [...] est un rejeton de l’École d'administration de 1848, œuvre d'Hippolyte Carnot. Ce personnage vénérable s'est, sur la fin de sa vie, attaché à notre École » ; il propose de placer un buste de Carnot sous le préau de l'établissement, à l'hôtel de Mortemart.

## Personnalités

### Directeurs
- Alfred Blanche, conseiller d'État[8],[9].

### Professeurs
- Louis-Antoine Garnier-Pagès : chaire d'économie générale et statistique des finances et du commerce
- Jean Reynaud : chaire de droit politique
- Alphonse de Lamartine : chaire de droit international d'histoire des traités
- Alexandre Ledru-Rollin : chaire d'histoire des institutions administratives
- Émile Souvestre : chaire de littérature et style administratif

### Élèves
Cette section regroupe une sélection d'élèves de l'école.
- Jules Arnous de Rivière
- Léon Aucoc
- Joseph-Émile Belot
- Joseph de Cadoine de Gabriac
- Charles Floquet
- Ferdinand André Fouqué
- Aylic Langlé
- Arthur Péricaud
- Abel-Antoine Ronjat
- Charles-Joseph Tissot
- Charles Tranchant